# Windmotor Oldelamer 5
De Windmotor Oldelamer 5 was een poldermolen van het type windmotor bij het Fries-Stellingwerfse dorp Oldelamer.
Het windrad van de molen was in 1994 gedemonteerd; in 2007 is de toren gesloopt. Het bouwjaar is niet bekend. Hij stond aan De Weeren, nabij de afslag Boelstraweg.